# Róbert Kővári
Róbert Kővári (Szekszárd, 23 novembre 1995) è un calciatore ungherese, centrocampista del Békéscsaba.